# Horizont van Wahlwiller
De Horizont van Wahlwiller of Horizont van Lixhe is een dunne laag in de ondergrond van het Nederlandse Zuid-Limburg. De horizont is onderdeel van de Formatie van Gulpen en stamt uit het laatste deel van het Krijt (het Maastrichtien, ongeveer 68 miljoen jaar geleden).
Normaal gesproken ligt de Horizont van Wahlwiller boven op de oudere Kalksteen van Vijlen en onder de jongere Kalksteen van Lixhe 1, beide ook onderdeel van de Formatie van Gulpen.